# Paraleptophlebia spinosa
Paraleptophlebia spinosa is een haft uit de familie Leptophlebiidae. De wetenschappelijke naam van de soort is voor het eerst geldig gepubliceerd in 1931 door Uéno.